# Timo Glock

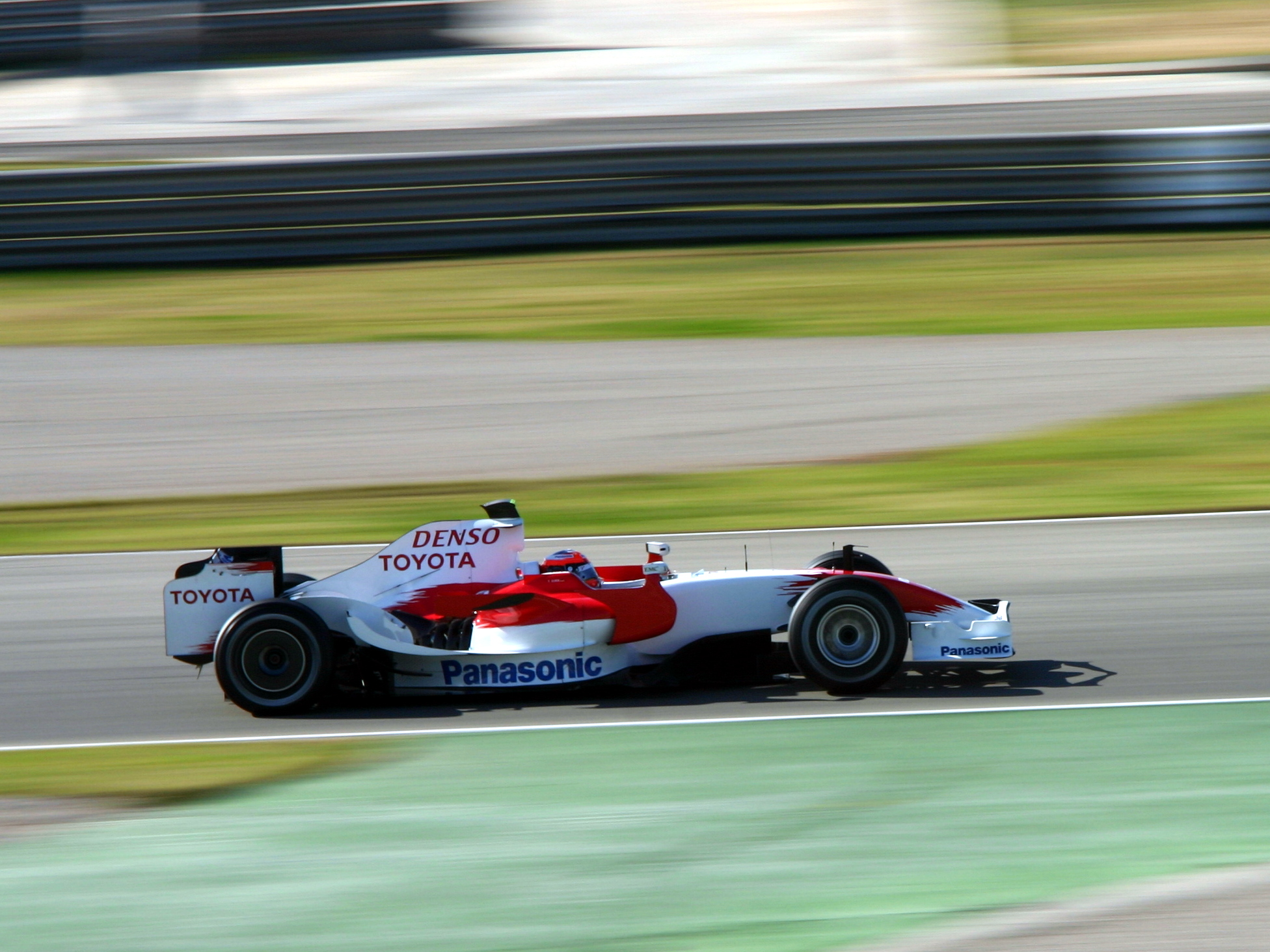
Timo Glock en su Toyota TF108.

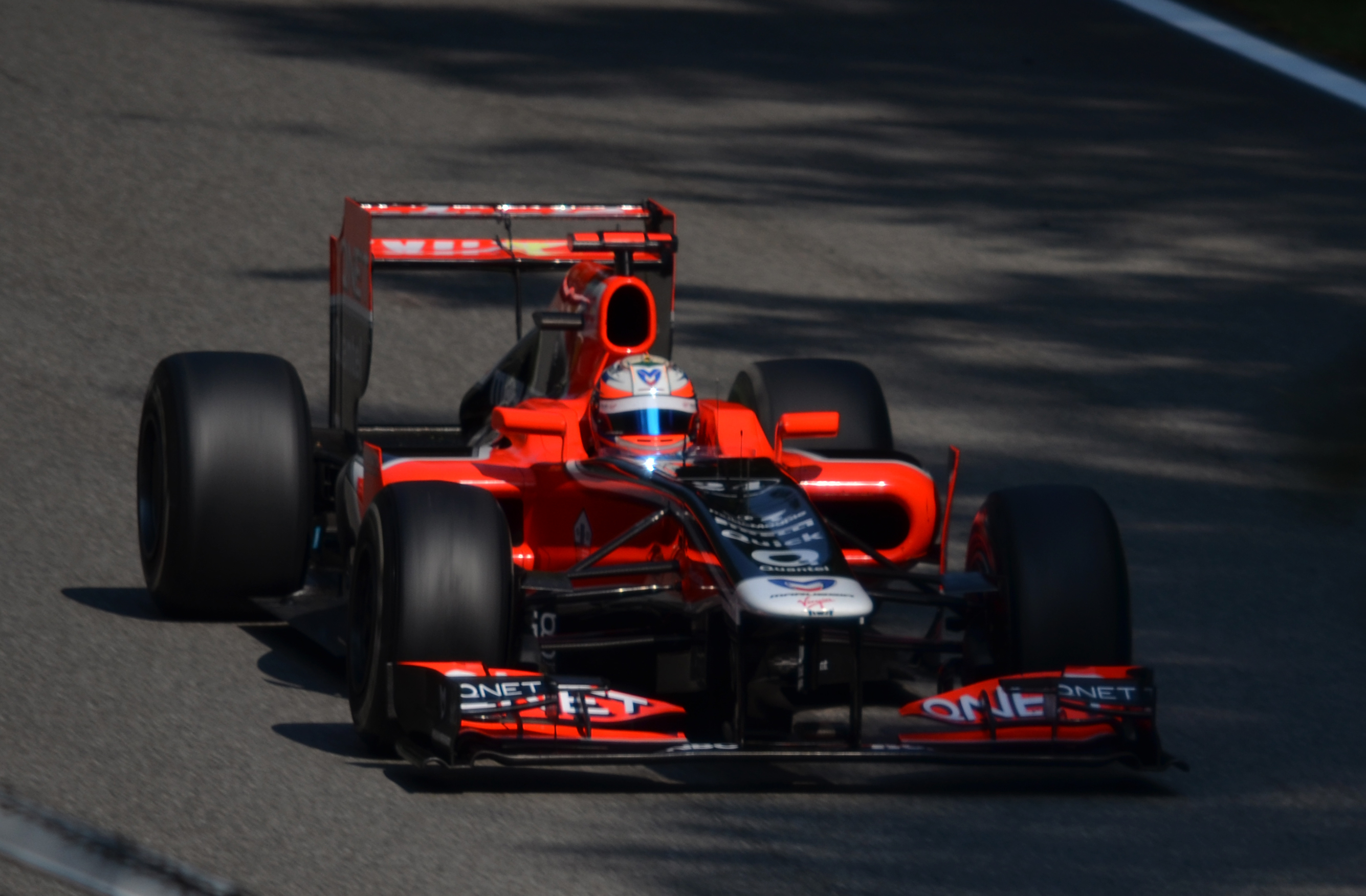
Timo Glock pilotando el Virgin de 2011.

Timo Glock (Lindenfels, Alemania, 18 de marzo de 1982) es un piloto de automovilismo de velocidad alemán. Participó en Fórmula 1 en 95 Grandes Premios, con Jordan, Toyota, Virgin y Marussia, donde logró tres podios y una vuelta rápida. Compitió en GP2, siendo cuarto en 2006 y campeón en 2007. Desde 2013, corre en el DTM con BMW.

## Carrera

### Comienzos
Glock fue campeón de la Formula Junior ADAC en 2000 y la Fórmula BMW ADAC en 2001. EN 2002 ascendió a la Fórmula 3 Alemana, resultando tercero. En 2003 finalizó quinto en la Fórmula 3 Euroseries.

### Primera etapa en Fórmula 1
El alemán firmó con el equipo Jordan para la temporada 2004 de Fórmula 1. Debutó en la máxima categoría del automovilismo en el Gran Premio de Canadá de 2004, en reemplazo de Giorgio Pantano, finalizando séptimo. Posteriormente, compitió en las tres últimas carreras de la temporada, obteniendo en todas ellas un 15.º puesto. No siguió con la escudería británica.

### Champ Car
En 2005, Glock probó suerte en la Champ Car norteamericana. Con el equipo Rocketsports, obtuvo un segundo puesto en Montreal, un quinto en México, y tres sextos en Long Beach, San José y Surfers Paradise. Así, finalizó octavo en el campeonato, obteniendo el premio a Novato del Año.

### GP2
Glock participó en la temporada 2006 de la GP2 Series, primero con el equipo BCN Competición y luego para iSport International. Obtuvo dos victorias, cinco podios y 12 resultados puntuables en 20 carreras disputadas, por lo que finalizó cuarto en el campeonato.
Para la temporada Temporada 2007 de GP2 Series, el alemán vuelve a repetir con esta escudería, además de participar en Fórmula 1 como piloto de pruebas de la escudería BMW Sauber. En la última cita del Gran Premio de Valencia, se coronó campeón al batir a Lucas di Grassi, con un balance total de cinco victorias, cuatro pole positions y diez podios.

### Retorno a Fórmula 1
En 2008, Glock volvió a la Fórmula 1, convirtiéndose en piloto titular del equipo Toyota, junto al italiano Jarno Trulli. Su comienzo de temporada no fue muy bueno, con un 9.º puesto como mejor actuación. Sin embargo, en Montreal sumó sus primeros puntos del año al finalizar cuarto, además de suponer su mejor resultado en la F1. El circuito Gilles Villeneuve parecía talismán para Glock, ya que era el único donde había logrado puntuar en toda su carrera en la máxima categoría del motor. En el Gran Premio de Alemania, el alemán sufre un fuerte accidente, aunque sin consecuencias graves para su integridad. En Hungría, Glock consigue su mejor posición en la parrilla de salida: quinto. Luego lo redondearía con una brillante segunda posición, gracias a su consistencia en esa carrera y al abandono de Felipe Massa y al pinchazo de Lewis Hamilton. En Valencia, Singapur y China, el piloto alemán consigue puntuar de nuevo, alcanzando un total de 25 puntos y un décimo puesto global en su segunda temporada en la F1. Marcó el final del campeonato 2008, ya que en la última vuelta de la última carrera en el Autódromo José Carlos Pace (en condiciones de lluvia y con neumáticos de seco) fue adelantado por Hamilton, consiguiendo este último el mundial en detrimento de Massa.
En la temporada 2009, el Toyota es más competitivo y Glock consigue puntuar con bastante frecuencia, incluyendo su segundo podio en la F1 y colocándose 3.º en la clasificación del mundial, en China. Pero a partir del Gran Premio de España de 2009, Toyota pierde fuelle y es un coche como el de 2008. A pesar de eso, suele superar a Trulli en algunas carreras y consigue puntuar varias veces. Ya en Europa consigue su primera vuelta rápida a pesar de terminar 14.º por un accidente el la primera curva, y en Singapur consiguió quedar 2.º, terminado su compañero lejísimos de él y superando a este en la tabla de pilotos, demostrando que puede ser muy competitivo. En el Gran Premio de Japón de 2009, Timo sufre un aparatoso accidente durante la clasificación, que le deja secuelas en la pierna y el pie izquierdo que le impiden participar en la carrera. Más tarde, se anuncia que Glock tiene lesiones en su espalda a causa del choque, lo que le obligó a perderse los GP de Suzuka, Interlagos y de Abu Dhabi, y como en 2008, vuelve a acabar décimo pero con 24 unidades.
Sin embargo, Glock pensaba quedarse con Toyota para 2010, pero el 4 de noviembre de 2009, la crisis financiera de la escudería japonesa le hace abandonar la Fórmula 1, quedándose Japón sin ninguna escudería en la máxima categoría. En sus 2 años con Toyota, Timo pudo conseguir su mejor resultado en la Fórmula 1 durante esos años: en 2008 su mejor resultado fue un segundo puesto en el GP de Hungría, gracias al abandono de Massa a falta de 3 vueltas para el final, y en 2009 otro segundo lugar pero en el GP nocturno de Singapur.
Debido a la retirada de Toyota, Glock se quedó sin asiento momentáneamente, hasta que firmó por el nuevo equipo Virgin Racing. Anteriormente, se había dicho que estaba cerca de firmar por las escuderías Renault o Sauber, algo que no fructificó. Durante las primeras carreras, el Virgin VR-01 es un coche lento y poco fiable, lo que sólo permite acabar unas pocas carreras a Timo. Pese a ello, a medio campeonato mejora su fiabilidad y el piloto alemán supera con habitualidad a su compañero, aunque todavía muy lejos de poder puntuar.
En 2011, Timo sigue con el equipo ruso. Pese a que apenas mejora sus resultados, el 24 de julio se anuncia que Glock renueva con Virgin hasta 2014, mostrándose esperanzado respecto al futuro.
Así, el piloto alemán se mantuvo en las filas de la escudería ruso-británica, ahora denominada Marussia, en 2012. En el Gran Premio de Europa no pudo correr a causa de una indigestión. Logra el mejor resultado de la historia de su equipo en Singapur al finalizar 12.º, lo que permite a Marussia alcanzar el 10.º puesto del Mundial de Constructores (aunque finalmente lo perdería en la última prueba del año).
En enero de 2013, se anuncia la desvinculación de Glock con Marussia por un acuerdo común, pero la escudería anglorusa reconoció que el principal motivo de la decisión fue el económico.

### DTM

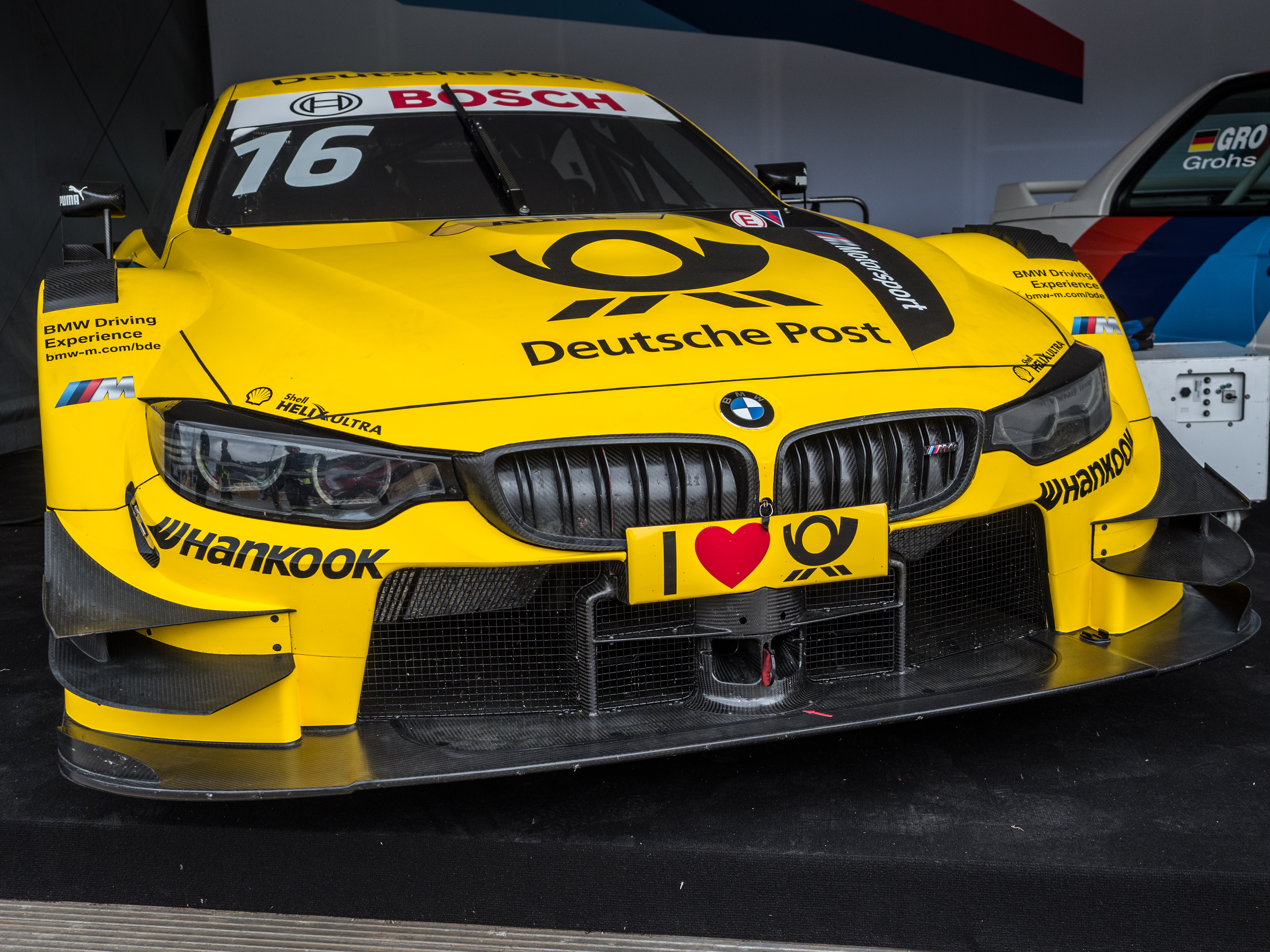
BMW de DTM 2018 de Glock exhibido en Norisring.

Inmediatamente después de abandonar la escudería Marussia, Glock prueba un coche del DTM de BMW. Poco después se confirmaba su contratación para competir en esta categoría en 2013. Obtuvo un tercer puesto en Red Bull Ring y un triunfo en la fecha final en Hockenheimring, lo que le bastó para colocarse noveno en el campeonato.
En 2014, Glock obtuvo un tercer puesto, un quinto y un sexto como únicos resultados puntuables. Así, acabó 16.º en el campeonato. Al año siguiente, logró una victoria y 6 resultados puntuables en 18 carreras, para resultar 15.º en el campeonato. Obtuvo una victoria, un cuarto lugar y tres quintos para finalizar 10.º en DTM 2016.

## Resultados

### GP2 Series
(Clave) (negrita indica pole position) (cursiva indica vuelta rápida puntuable)

| Año  | Escudería            | 1   | 1   | 2   | 2   | 3   | 3   | 4   | 4   | 5   | 5   | 6   | 6   | 7   | 7   | 8   | 8   | 9   | 9   | 10  | 10  | 11  | 11  | Pos. | Puntos | Ref.   |
| ---- | -------------------- | --- | --- | --- | --- | --- | --- | --- | --- | --- | --- | --- | --- | --- | --- | --- | --- | --- | --- | --- | --- | --- | --- | ---- | ------ | ------ |
| 2006 |                      | VAL | VAL | IMO | IMO | NÜR | NÜR | BAR | BAR | MON | MON | SIL | SIL | MAG | MAG | HOC | HOC | BUD | BUD | EST | EST | MNZ | MNZ | 4.º  | 58     | [ 13 ] |
| 2006 | BCN Competición      | 16  | 8   | 7   | 4   | 17  | Ret | 11  | 10  | Ret | Ret |     |     |     |     |     |     |     |     |     |     |     |     | 4.º  | 58     | [ 13 ] |
| 2006 | iSport International |     |     |     |     |     |     |     |     |     |     | 2   | 6   | 1   | 4   | 3   | 1   | 2   | 5   | 4   | 4   | Ret | DNS | 4.º  | 58     | [ 13 ] |
| 2007 | iSport International | SAK | SAK | BAR | BAR | MON | MON | MAG | MAG | SIL | SIL | NÜR | NÜR | BUD | BUD | EST | EST | MNZ | MNZ | SPA | SPA | VAL | VAL | 1.º  | 88     | [ 14 ] |
| 2007 | iSport International | 2   | 2   | 2   | 1   | 3   | 3   | Ret | Ret | Ret | Ret | 1   | 5   | 10  | Ret | 4   | 1   | 3   | 1   | 17  | DNS | 7   | 1   | 1.º  | 88     | [ 14 ] |

### Fórmula 1
(Clave) (negrita indica pole position) (cursiva indica vuelta rápida)

| Año     | Escudería               | 1       | 2       | 3       | 4       | 5      | 6       | 7       | 8       | 9      | 10      | 11     | 12     | 13     | 14      | 15      | 16      | 17      | 18     | 19      | 20     | Pos. | Puntos |
| ------- | ----------------------- | ------- | ------- | ------- | ------- | ------ | ------- | ------- | ------- | ------ | ------- | ------ | ------ | ------ | ------- | ------- | ------- | ------- | ------ | ------- | ------ | ---- | ------ |
| 2004    | Jordan Ford             | AUS TD  | MYS TD  | BHR TD  | SMR TD  | ESP TD | MON TD  | EUR TD  | CAN 7   | USA TD | FRA TD  | GBR TD | GER TD | HUN TD | BEL TD  | ITA TD  | CHN 15  | JPN 15  | BRA 15 |         |        | 19.º | 2      |
| 2008    | Panasonic Toyota Racing | AUS Ret | MYS Ret | BHR 9   | ESP 11  | TUR 13 | MON 12  | CAN 4   | FRA 11  | GBR 12 | GER Ret | HUN 2  | EUR 7  | BEL 9  | ITA 11  | SIN 4   | JPN Ret | CHN 7   | BRA 6  |         |        | 10.º | 25     |
| 2009    | Panasonic Toyota Racing | AUS 4   | MYS 3   | CHN 7   | BHR 7   | ESP 10 | MON 10  | TUR 8   | GBR 9   | GER 9  | HUN 6   | EUR 14 | BEL 10 | ITA 11 | SIN 2   | JPN DNS | BRA     | ABU     |        |         |        | 10.º | 24     |
| 2010    | Virgin Racing           | BHR Ret | AUS Ret | MYS Ret | CHN DNS | ESP 18 | MON Ret | TUR 18  | CAN Ret | EUR 19 | GBR 18  | GER 18 | HUN 16 | BEL 18 | ITA 17  | SIN Ret | JPN 14  | RCO Ret | BRA 20 | ABU Ret |        | 25.º | 0      |
| 2011    | Marussia Virgin Racing  | AUS NC  | MYS 16  | CHN 21  | TUR DNS | ESP 19 | MON Ret | CAN 15  | EUR 21  | GBR 16 | GER 17  | HUN 17 | BEL 18 | ITA 15 | SIN Ret | JPN 20  | RCO 18  | IND Ret | ABU 19 | BRA Ret |        | 25.º | 0      |
| 2012    | Marussia F1 Team        | AUS 14  | MYS 17  | CHN 19  | BHR 19  | ESP 18 | MON 14  | CAN Ret | EUR DNS | GBR 18 | GER 22  | HUN 21 | BEL 15 | ITA 17 | SIN 12  | JPN 16  | RCO 18  | IND 20  | ABU 14 | USA 19  | BRA 16 | 20.º | 0      |
| Fuente: |                         |         |         |         |         |        |         |         |         |        |         |        |        |        |         |         |         |         |        |         |        |      |        |